# Stazione di Anjō
La stazione di Anjō (安城駅?, Anjō-eki) e una stazione ferroviaria situata nella città di Anjō, nella prefettura di Aichi in Giappone. La stazione e gestita dalla JR Central e serve la linea principale Tōkaidō.

## Linee
JR Central
■ Linea principale Tōkaidō

## Struttura
La stazione è costituita da due marciapiedi laterali e uno centrale con 4 binari in superficie.
| 1-2 | ■ Linea principale Tōkaidō | per Nagoya, Gifu e Ōgaki |
| 3   | ■ Linea principale Tōkaidō | per Okazaki e Toyohashi  |
| 4   | ■ Linea principale Tōkaidō | Binario di servizio      |

## Stazioni adiacenti
| ≪                        | Servizio                                             | ≫                        |
| Linea principale Tōkaidō | Linea principale Tōkaidō                             | Linea principale Tōkaidō |
| ------------------------ | ---------------------------------------------------- | ------------------------ |
| Nishi-Okazaki            | Locale                                               | Mikawa-Anjō              |
| Nishi-Okazaki            | Rapido sezionale Rapido Nuovo Rapido Rapido Speciale | Kariwa                   |